# 福原ヒロ子
福原 ヒロ子（ふくはら ヒロこ、7月31日 - 2013年1月）は日本の漫画家。長崎県出身。

## 略歴
幼稚園のころから漫画を描き始め、高校3年生の時に同人誌を制作。20歳で集英社の「週刊セブンティーン」に漫画を投稿し、1970年（昭和45年）に「別冊セブンティーン」に掲載された『電話機の中の天使』でデビューした。初連載は『スクープ!青春』で、その後も「セブンティーン」で多くの作品を発表。当時の代表作として『青い鳥飛ばそ!』や『従姉ヴァレリア』『裸足のメイ』などがある。
1980年代半ば以降は女性向け漫画に活動の場を移し、「YOU」などで作品を発表。また、ハーレクインのロマンス小説のコミカライズなども行なった。2013年（平成25年）1月に死去。

## 書誌情報

### セブンティーンコミックス
- 青い鳥飛ばそ!（1974年、全2巻）[3]
- 従姉ヴァレリア（1975年 - 1976年、全2巻）[4]
- 気になる二人（1976年）[5]
- ステンドグラス（1977年、全2巻）[6]
- 海へでるつもりじゃなかった（1978年）[7]

### 集英社漫画文庫
- 裸足のメイ（1977年10月）[8]
- スクープ!青春（1978年8月）[9]
- おんなのコ参上!!（1979年4月）[10]
- 通りゃんせ（1979年、全2巻）[11]
- 早春賦（1980年3月）[12]
- 悲しみは歌わない（1981年、全2巻）[13]
- 真紅に燃ゆ（1982年、全2巻）[14]
- 超人教室（1983年12月、ISBN 4-08-854213-4）[15]

### Youコミックス
- 夏に抱かれて（1984年8月、ISBN 4-08-862021-6）[16]
- 華やかな賭け（1985年11月、ISBN 4-08-862051-8）[17]
- マリオネット・ゲーム（1988年10月、ISBN 4-08-862112-3）[18]
- 永遠を聞く海（1989年7月、ISBN 4-08-862132-8）[19]
- 幽霊の1/2（1990年4月、ISBN 4-08-862146-8）[20]
- 裸足の好きな女（1990年5月、ISBN 4-08-862002-X）[21]
- ロマネスク・ゲーム（1997年2月、ISBN 4-08-862361-4）[22]

### ハーレクインコミックス
- 愛を拒むひと（原作：エマ・ダーシー、1998年8月、ISBN 4-87287-242-8）[23]
- 罪な伯爵（原作：サラ・クレイヴン（英語版）、2009年8月、ISBN 978-4-596-95158-8）[24]
- 未完の情熱（原作：ケイト・ウォーカー（英語版）、2010年10月、ISBN 978-4-596-95268-4）[25]
- 愛人という罰（原作：マーガレット・メイヨー（英語版）、2011年11月、ISBN 978-4-596-95372-8）[26]
- 復讐のための結婚（原作：ミランダ・リー、2012年7月、ISBN 978-4-596-95443-5）[27]